# Patryk Plewka
Patryk Plewka (ur. 2 stycznia 2000 w Chrzanowie) – polski piłkarz, występujący na pozycji pomocnika, zawodnik Znicza Pruszków. 

## Życiorys
W czasach juniorskich trenował w Janinie Libiąż i Wiśle Kraków. W 2017 roku został włączony do seniorskiego zespołu Wisły. W Ekstraklasie zadebiutował 27 lipca 2018 w wygranym 2:1 meczu z Miedzią Legnica. Na boisku wszedł w 73. minucie, zmieniając Jesúsa Imaza. Od 2 września 2019 do 31 lipca 2020 przebywał na wypożyczeniu w Stali Rzeszów.
W sezonie 2022/2023 rozegrał 12 meczów dla Wisły Kraków w I lidze. 23 czerwca 2023 odszedł z klubu, rozwiązując kontrakt za porozumieniem stron.